# بطولة العالم لكرة اليد للرجال 1978
أقيمت بطولة العالم لكرة اليد للرجال 1978 في الدنمارك عام 1978م.

## الترتيب النهائي
1. ألمانيا الغربية
2. الاتحاد السوفيتي
3. ألمانيا الشرقية
4. الدنمارك
5. يوغوسلافيا
6. بولندا
7. رومانيا
8. السويد
9. المجر
10. إسبانيا
11. تشيكوسلوفاكيا
12. اليابان
13. آيسلندا
14. بلغاريا
15. كندا
16. فرنسا